# كيرياكوس بابادوبولوس
كيرياكوس بابادوبولوس (باليونانية: Κυριάκος Παπαδόπουλος)‏ (23 فبراير 1992 في كاتريني، اليونان) لاعب كرة قدم يوناني يجيد اللعب في مركز قلب الدفاع ويلعب حاليا في نادي شالكه 04 الألماني منذ 2010.
و قد أعير في موسم 2014-2015 بايرن ليفركوزن و قد تم بيعه في الموسم التالي إلى بايرن ليفركوزن

## مسيرته الكروية
لعب كيرياكوس بابادوبولوس خلال مسيرته الاحترافية مع 6 أندية في خمسة عشر موسمًا وسجل خلالها 8 أهداف ضمن 150 مباراة. حيث فاز في ثلاثة مواسم بالكأس وفي موسمين بالدوري.
خاض كيرياكوس بابادوبولوس مسيرته مع نادي أولمبياكوس في موسم 2007–08 واستمر معه طيلة ثلاثة مواسم، مشاركًا في 9 مباريات ولم يسجل أي هدف. ثم انتقل إلى نادي شالكه 04 في موسم 2010–11 ليلعب معه أربعة مواسم، حيث شارك في 61 مباراة سجل خلالها 3 أهداف. لينتقل بعدها إلى نادي باير 04 ليفركوزن في موسم 2014–15 ولمدة موسمين، مشاركًا في 30 مباراة سجل خلالها هدفين. ثم انتقل إلى نادي هامبورغ في موسم 2016–17 ليلعب معه أربعة مواسم، مشاركًا في 47 مباراة سجل خلالها 3 أهداف. هذا وانتقل لاحقًا إلى نادي هامبورغ 2 ‏ في موسم 2019–20 لمدة موسم واحد، مشاركًا في مباراتين ولم يسجل أي هدف.

## روابط خارجية
- كيرياكوس بابادوبولوس على موقع الاتحاد الدولي (مؤرشف)  (الإنجليزية)
- كيرياكوس بابادوبولوس على موقع الاتحاد الأوربي (الإنجليزية)
- كيرياكوس بابادوبولوس على موقع إي إس بي إن إف سي (الإنجليزية)
- كيرياكوس بابادوبولوس على موقع قاعدة بيانات كرة القدم.إي يو (الإنجليزية)
- كيرياكوس بابادوبولوس على موقع بيانات كرة القدم. دي إي (الألمانية)
- كيرياكوس بابادوبولوس على موقع ناشيونال فوتبول تيمز (الإنجليزية)
- كيرياكوس بابادوبولوس على موقع Soccerway.com (الإنجليزية)
- كيرياكوس بابادوبولوس على موقع عالم كرة القدم.نت (الإنجليزية)
- كيرياكوس بابادوبولوس على موقع AS.com (الإسبانية)